# 火药池
火药池是一个为了放置引火药的小型容器。通常在前膛枪的点火孔旁边。火药池通常被用在手铳、火绳枪等上。

## 发展
火药池最初被放在槍管边上，但后来被移动到枪的锁板处。少量细磨火药在火药池里点燃。火花经点火孔点燃枪管里大部分的推进剂。与大炮不同的是，不需要并且也不太可能将起爆药直接放在点火孔处点燃。仅靠火花而不需要小量的引火药就能将推进剂点燃。